# Relaciones España-Granada
Las relaciones España-Granada son los vínculos bilaterales entre estos dos países. Granada no tiene Embajada residente en España. España tampoco tiene embajada residente en Granada, pero la embajada española en Puerto España, Trinidad y Tobago está acreditada para este país, además España cuenta con un consulado en St George, Granada.

## Relaciones históricas
Cristóbal Colón llegó a la isla el 15 de agosto de 1498, el nombre que le dio fue Concepción, pero los españoles no intentaron colonizarla, quedando la isla en poder de los indígenas durante un siglo y medio.

## Relaciones diplomáticas
La Embajada residente en Puerto España (Trinidad y Tobago) está acreditada ante las Autoridades granadinas. El Embajador José María Fernández López de Turiso presentó sus Cartas Credenciales ante la Gobernadora de Granada en abril de 2014.

## Visitas oficiales

### Personalidades españolas que han visitado Granada
Hasta la fecha no ha habido visitas de JE/JG o Ministros españoles a Granada.

### Personalidades de Granada que han visitado España
En 2008, con ocasión de la IV Cumbre CARICOM-España, el entonces Secretario Permanente del MAE granadino, Oliver Joseph, visitó España. Por su parte, Ignatius Hood, entonces Ministro de Trabajo de Granada, visitó España en mayo de 2010, para asistir a las VI Cumbre UE- ALC.

## Tratados
El 22 de septiembre de 2014, el ministro de Asuntos Exteriores y de Cooperación, José Manuel García-Margallo firmó con el ministro de Asuntos Exteriores y Negocios Internacionales de Granada, Nikolas Steel, un acuerdo de supresión recíproca de visados para titulares de pasaportes diplomáticos entre el Gobierno del Reino de España y el Gobierno de Granada.
En esa fecha ambos Ministros firmaron también un Memorandum de Entendimiento para fortalecimiento de las relaciones bilaterales, mediante consultas periódicas desarrollando especialmente la cooperación en ámbitos como la seguridad, la aplicación de la Resolución del Consejo de Seguridad de Naciones Unidas 1540, la lucha contra el cambio climático, el agua y saneamiento, energías renovables, etc.